# Autokefal
Autokefal är term inom delar av kristenheten och syftar på en deltagande kyrkas grad av självständighet. Termen förekommer mest inom de östortodoxa kyrkorna, där en kyrka kan vara antingen autokefal, autonom eller avhängig.
En autokefal kyrka har ett eget överhuvud och absolut självständighet, men erkänner den ekumeniske patriarken av Konstantinopel som först bland jämlikar bland de östortodoxa kyrkornas ledare. Överhuvudet kan vara en patriark, ärkebiskop eller metropolit. 
Om en kyrka inte är autokefal är den antingen autonom, det vill säga har inre självstyrelse men står under någon autokefal kyrkas överhöghet, eller avhängig och står då direkt under någon autokefal kyrkas kontroll.